# Yuka Sakazaki
Yuka Sakazaki (坂崎 ユカ?, Sakazaki Yuka; South Town, 27 dicembre 1992) è una wrestler giapponese.

## Carriera nel wrestling

### All Elite Wrestling (2019-presente)

#### Varie faide (2019-presente)
Il 25 maggio 2019, Yuka Sakazaki fa il suo debutto per la All Elite Wrestling (AEW) prendendo parte ad un Six Women Tag-Team match a Double or Nothing in coppia con Aja Kong e Emi Sakura, dove sono state sconfitte da Hikaru Shida, Riho e Ryo Mizunami, stabilendosi quindi come heel. Il 29 giugno, a Fyter Fest, Yuka ha preso parte ad un Triple threat match che includeva anche Riho e Nyla Rose, vinto dalla prima.
Nella puntata di AEW Dynamite del 5 febbraio 2020, Yuka torna come face effettuando il suo debutto ufficiale nella federazione in uno show settimanale, dove ha la meglio su Britt Baker; dopo il match, la Baker la colpisce con la campanella e la sottomette con la sua mossa finale. Nella puntata di AEW Dynamite del 26 febbraio, Yuka prende parte ad un Fatal 4-Way match insieme a Big Swole, Hikaru Shida e Shanna, ma il match è stato vinto dalla Shida che schiena la Swole. Nella puntata di AEW Dark del 3 marzo, Yuka e Riho sono state sconfitte da Britt Baker e Penelope Ford, a causa di un'interferenza di Kip Sabian (manager della Ford), che inverte un tentativo di schienamento di Riho permettendo alla Baker di sottometterla alla Lockjaw.